# Ngal'ayel Mukau
Ngal'ayel Mukau (* 3. listopadu 2004) je konžský profesionální fotbalista, který hraje na pozici záložníka za francouzský klub Lille OSC. Narodil se v Belgii, ale hraje za národní tým Konžské demokratické republiky.

## Klubová kariéra

### Mechelen
Mukau je mládežnický produkt Zulte-Waregemu a Mechelenu. Dne 20. července 2022 podepsal svou první profesionální smlouvu s Mechelenem na 3 sezóny. Svůj seniorský a profesionální debut si odbyl 8. ledna 2023 při prohře 2:0 v Jupiler Pro League s Zulte-Waregem.

### Lille
Dne 11. července 2024 podepsal Mukau čtyřletou smlouvu s francouzským klubem Lille OSC. 27. listopadu vstřelil své první dva profesionální góly při výhře 2:1 na hřišti Bologne ve skupinové fázi Ligy mistrů UEFA 2024/25.

## Reprezentační kariéra
Mukau se narodil v Belgii a je konžského původu. Je bývalým mládežnickým reprezentantem Belgie, hrál za belgický tým U18. V září 2023 byl však povolán na tréninkový kemp týmu DR Kongo U20 a v říjnu 2023 za tým debutoval ve dvojici přátelských zápasů proti Tunisku U20.

## Statistiky

### Klubové
Platí k zápasu hranému 4. ledna 2025.
| Klub              | Sezóna            | Liga               | Liga   | Liga | Národní pohár | Národní pohár | Kontinentální | Kontinentální | Ostatní | Ostatní | Celkově | Celkově |
| Klub              | Sezóna            | Soutěž             | Zápasy | Góly | Zápasy        | Góly          | Zápasy        | Góly          | Zápasy  | Góly    | Zápasy  | Góly    |
| ----------------- | ----------------- | ------------------ | ------ | ---- | ------------- | ------------- | ------------- | ------------- | ------- | ------- | ------- | ------- |
| Mechelen          | 2022–23           | Jupiler Pro League | 9      | 0    | 0             | 0             | —             | —             | —       | —       | 9       | 0       |
| Mechelen          | 2023–24           | Jupiler Pro League | 26     | 0    | 1             | 0             | —             | —             | 1       | 0       | 28      | 0       |
| Mechelen          | Celkově           | Celkově            | 35     | 0    | 1             | 0             | —             | —             | 1       | 0       | 37      | 0       |
| Lille             | 2024–25           | Ligue 1            | 11     | 0    | 1             | 0             | 6             | 2             | —       | —       | 18      | 2       |
| Celkově v kariéře | Celkově v kariéře | Celkově v kariéře  | 46     | 0    | 2             | 0             | 6             | 2             | 1       | 0       | 56      | 2       |

### Reprezentační
Platí k zápasu hranému 16. listopadu 2024.
| Národní tým | Rok     | Zápasy | Góly |
| ----------- | ------- | ------ | ---- |
| DR Kongo    | 2024    | 1      | 0    |
| Celkově     | Celkově | 1      | 0    |